# Antoniówka (Stalowa Wola)
Pour les articles homonymes, voir Antoniówka.
Antoniówka est une localité polonaise de la gmina de Zaklików, située dans le powiat de Stalowa Wola en voïvodie des Basses-Carpates.